# Dajk
Dajk tudi navpična žila, prečna žila ali diskordantna injekcija je v geologiji magmatsko telo, ki se je prečno vrinilo med plasti. Dajki so lahko magmatski ali sedimentni. Magmatski nastanejo, ko magma teče v razpoko, nato pa se strdi kot vdor listov, bodisi prerezan preko plasti kamnine ali skozi maso kamnine. Klasični dajki nastanejo, ko sediment zapolni že obstoječo razpoko. 

## Magmatski dajki
Intruzivni dajk je magmatsko telo z zelo visokim razmerjem stranic, kar pomeni, da je njegova debelina običajno veliko manjša od drugih dveh dimenzij. Debelina se lahko spreminja od manj kot centimetra do več metrov, stranske dimenzije pa se lahko raztezajo na več kilometrih. Dajk je intruzija v odprtino, ki preseka razpoko, pri tem pa se odpira tudi druge že obstoječe plasti ali telesa kamnine; to pomeni, da je dajk vedno mlajši od kamnine, ki ga vsebuje. Dajki so po navadi strmi do skoraj vertikalni v orientaciji, vendar pa lahko kasnejša tektonska deformacija zavrti zaporedje plasti, skozi katere se dajki širijo, tako da se postavijo vodoravno. Blizu vodoravne ali podobne intruzije vzdolž plasti med plastmi se imenujejo sili. Izraz »list« je splošni izraz za oba, dajk in sil.
Včasih se dajki pojavljajo v snopih, ki so sestavljeni iz več do več sto dajkov, ki so bolj ali manj nastali istočasno v enem samem dogodku. Največji svetovni snop dajkov je Mackenzie dike swarm na severozahodu Kanade .
Dajki pogosto tvorijo bodisi radialne ali koncentrične snope okoli plutonskih intruzij, vulkanskih vratov ali dovodnih odprtin v vulkanskih stožcih. Slednji so znani kot obročasti dajki.
Dajki se lahko razlikujejo po strukturi in njihovi sestavi in se lahko giblje od diabaza ali bazalta do granita ali riolita, toda na globalni ravni prevladuje bazaltna sestava, ki se po vsej zgodovini Zemlje kaže v vzponu velikih količin magme, ki izvira iz plašča. Pegmatitni dajki obsegajo izjemno grobe kristalinične granitne kamnine - pogosto povezane s kasnejšimi granitnimi vdori ali metamorfnimi segregacijami. Aplitni dajki so drobnozrnati ali fino strukturirani intruzivi granitne sestave.
Izraz "dovodni dajk" se uporablja za dajk, ki je deloval kot kanal za magmo. Magma je tekla vzdolž, potem prišla iz dajka, nato pa je oblikovala še drugo značilnost.
V nasprotju z magmatskimi dajki je sil vdor magmatske plošče, ki se oblikuje znotraj in vzporedno z gredo stenske kamnine.

### Galerija
- Dijk lamprofira v bližini vulkanskega čepa Shiprock, Nova Mehika, ki se je upiral eroziji, ki je odstranila nekaj mehkejših kamnin, v katere je bil prvotno vdan dajk.
- Magmatski dajki izraščajo iz Zahodno španskega vrha, Kolorado, ZDA
- Majhen dajk na Baranof Cross-Island Trail, Aljaska

## Sedimentni dajki
Sedimentni dajk ali klastični dajk je razpoka, zapolnjena s klastično usedlino. Lahko se oblikujejo na dva načina:
- Ko plitvo nekonsolidirano usedlino sestavljajo izmenično grobo zrnate in neprepustne glinene plasti, lahko tlak tekočine v bolj grobi plasti doseže kritično vrednost zaradi litostatske preobremenitve. Zaradi tlaka tekočine se sediment zlomi skozi prekrivne plasti in tvori dajk.
- Ko je zemlja v permafrostu, je porna voda popolnoma zamrznjena. Ko nastanejo razpoke v takih kamninah, se lahko te napolnijo z usedlinami, ki pridejo od zgoraj. Rezultat je navpično telo sedimenta, dajk, ki reže vodoravne plasti.